# Heteronychus mosambicus
Espèce
Heteronychus mosambicus est une espèce d'insectes coléoptères de la famille des Scarabaeidae originaire d'Afrique.
Ce coléoptère est un ravageur du riz, les adultes et les larves attaquent les racines des jeunes plants de moins de six semaines, provoquant leur pourrissement.

## Synonymes
selon GBIF (26 mai 2014) :
- Heteronychus beiranus Péringuey, 1908
- Heteronychus oryzae Britton, 1959
- Heteronychus pseudocongoensis Ferreira, 1965
- Heteronychus tchadensis Endrödi, 1961

## Distribution
L'aire de répartition d'Heteronychus mosambicus couvre les régions tropicales d'Afrique : Burkina Faso, Nigeria, Soudan, Éthiopie, Guinée, Congo, Mozambique, Zimbabwe, Tanzanie, Sierra Leone, Sénégal, Tchad.